# Thanksgiving : La Semaine de l'horreur
Pour les articles homonymes, voir Thanksgiving et Thanksgiving (homonymie).
Série
Thanksgiving La semaine de l'horreur 2
(2026)
Pour plus de détails, voir Fiche technique et Distribution.
Thanksgiving : La semaine de l'horreur ou Action de grâce au Québec (Thanksgiving) est un film américain réalisé par Eli Roth, sorti en 2023. Il s'agit de l'adaptation de sa fausse bande-annonce du même nom tirée du double programme Grindhouse (2007) de Quentin Tarantino et Robert Rodriguez.
Le film débute un an après qu'un Black Friday a dégénéré en émeute faisant plusieurs victimes. Un mystérieux tueur s'inspire de la fête traditionnelle de Thanksgiving et commence à terroriser la ville en massacrant les responsables.

## Synopsis
Dans la petite ville de Plymouth dans le Massachusetts, le soir de Thanksgiving coïncide avec l'évènement du Black Friday dans les magasins, et les acheteurs se pressent à l'entrée du Rightmart. Un groupe de jeune composé de Jessica, la fille du propriétaire du Rightmart, son petit ami Bobby, ses meilleurs amis Gabby, Evan, Yulia et Scuba décident d'aller au cinéma. Cependant, en cours de route, ils font un détour au Rightmart et entrent avant les autres acheteurs, qui, impatients d'entrer dans le magasin où il n'y a que deux agents de sécurité, déclenchent une émeute qui va coûter la vie à trois personnes dont Amanda, la femme de Mitch, un ami du père de Jessica. Quant à Bobby, le petit ami de Jessica, il est blessé au poignet ce qui l'oblige à arrêter le baseball pour lequel il avait gagné une bourse universitaire.
Un an plus tard, la communauté de Plymouth est encore marquée par les évènements du Black Friday bien que Thomas, le propriétaire du magasin, ait tenté de se rattraper dans des œuvres caritatives et d'aider la communauté comme avec le rachat du parc municipal. Jessica, Gabby, Evan, Yulia et Scuba sont constamment mentionnés sur un post Instagram montrant une table à manger. L'auteur des posts porte un masque de John Carver, un personnage historique de Plymouth. Le soir venu, Lizzie, une serveuse ayant participé à l'émeute l'année d'avant, s'apprête à partir du restaurant lorsqu'elle est attaquée par le tueur portant un masque de John Carver. Elle réussit à s'échapper, mais alors qu'elle cherche ses clés dans son sac à main, le tueur, entré dans la voiture de Lizzie, fonce dans la direction de cette dernière, et alors qu'elle essaye de trouver refuge dans une benne à ordure, elle est coupée en deux par le couvercle. Le lendemain matin, ses jambes sont retrouvées sur l'affiche du RightMart. Au même moment, le post Instagram similaire avec la table à manger réapparait, mais cette fois-là montrant le torse de Lizzie à une place indiquant son assiette attitrée. Les jeunes constatent qu'à chacun d'entre eux est attribuée une assiette.
Au cours de la journée, Jessica est convoquée au commissariat où le shérif lui demandait si elle connaissait la victime. En sortant du poste de police, Jessica voit Bobby qui n'avait plus donné de nouvelles pendant un an à la suite de l'émeute du RightMart. Jessica lui confie que sa belle-mère Kathleen a caché les enregistrements vidéos des émeutes par peur des poursuites judiciaires. Le soir venu, Manny, l'agent de sécurité qui s'était enfui lors de l'émeute, est éventré avec un couteau électrique puis décapité avec du fil barbelé. Quand le tueur voit le chat de Manny, il décide de nourrir l'animal allant jusqu'à même le caresser affectueusement avant d'emporter la tête du cadavre. Le lendemain, Jessica reçoit à nouveau une mention d'Instagram montrant la tête de Manny. 
En voyant les images vidéos du soir des émeutes dans le bureau de son père, Jessica constate que son nouveau petit ami, Ryan, avait soudoyé un agent de sécurité avant le début de l'émeute. Elle se rend au poste de police pour montrer les images vidéo au shérif qui dit que ce dernier n'avait pas souligné cela dans sa déposition, ce qui oriente les soupçons sur la potentielle identité du tueur. Au cours de la journée, Lonnie et Amy, deux étudiants qui ont participé aux émeutes de l'année passée, sont attaqués par le tueur : Lonnie se fait briser la nuque, et Amy transpercer alors qu'elle faisait du trampoline (plus tard, dans le film, on découvrira qu'Amy est toujours vivante lorsque Kathleen tente d'échapper au tueur). À la suite de l'annulation du match de football, Evan et Gabby sont kidnappés par le tueur, puis Jessica est attaquée mais elle parvint à s'enfuir et en parler au shérif. 
Le père de Yulia décide d'emmener sa fille en Floride pour la protéger. Le soir venu, Scuba, le petit ami de Yulia, va voir, accompagné de Jessica, une connaissance, McCarty, qui les fournit en armes. En rentrant, lors d'un appel vidéo avec Yulia pendant qu'elle fait ses bagages, ils voient le tueur, qui a anesthésié un policier et le père de Yulia, attaquer celle-ci en plantant des fourchettes à épis de maïs dans ses oreilles la rendant pratiquement sourde. Lorsque ses amis arrivent chez elle pour l'aider, le tueur actionne une scie circulaire et pousse Yulia dessus, la tuant sous les yeux horrifiés de Jessica et Scuba.
Le lendemain, Jessica décide de participer au défilé annuel pour piéger le tueur. Avant le défilé, McCarty lui donne une bague possédant un couteau. Au cours du défilé, le tueur, déguisé en clown, déclenche un mouvement de panique en décapitant un festivalier déguisé en dinde avec une hache (le festivalier en question est Lionel qui avait lui aussi prit part aux émeutes de Rightmart). Puis il lance une bombe fumigène ; Jessica, son père Thomas, sa belle-mère Kathleen et Scuba rentrent dans le véhicule de police mais le tueur provoque la panique totale (la coque d'un voilier décoratif transperce un festivalier, sous les yeux horrifiés de ses petits-enfants) avant de tirer des flèches tranquillisantes sur les survivants. Kathleen se réveille, alors que le tueur se prépare à la faire cuire au four, comme une dinde. Elle tente de s'enfuir sans succès et meurt dans le four cuite vivante. 
Jessica, Scuba et Thomas reprennent connaissance et constatent qu'ils sont ligotés à la table où Evan et Gabby, toujours vivants, sont eux aussi ligotés, aux côtés des corps de Lizzie, Manny, Lonnie et Amy (le tueur utilise le sang de cette dernière pour faire du "vin"). Le tueur, toujours caché par un masque de John Carver, montre la dinde de Thanksgiving qui est Kathleen, cuite au four. Puis ce dernier tue Evan en lui assénant de violents coups de marteau sous les yeux horrifiés des survivants. Cependant Jessica parvient à s'enfuir et à couper les cordes qui la ligotaient avec la bague que McCarty lui avait donné plus tôt. Elle passe discrètement la bague à Scuba, qui tente de se défendre face au tueur. Jessica parvint à s'enfuir tandis que le tueur essaye de la rattraper. En sortant des bois, elle arrive à l'entrepôt où elle trouve le shérif inconscient et voit au loin Bobby dans l'entrepôt, ce qui fait croire à Jessica que Bobby est le tueur. 
Le shérif arrive après elle, puis il a une confrontation avec Bobby. Cependant, au poste, alors que le shérif tente de la rassurer, elle reconnait en les chaussures du shérif celles que portait le tueur. Ce dernier lui révèle que c'était bien lui le tueur: il a fait tout ça car Amanda et lui avaient une aventure ensemble, elle était enceinte de lui et sur le point de quitter Mitch quand elle est morte à cause de toutes les personnes présentes durant les émeutes. Il révèle également qu'il a drogué Bobby pour faire porter le chapeau à ce dernier, mais Bobby le frappe, le laissant inconscient. Avant que le shérif tue Jessica, elle souhaite exprimer sa reconnaissance de Thanksgiving : celle d'avoir du réseau, car cela lui a permis de filmer en direct les révélations du shérif. 
Au même moment, Bobby arrive dans le bureau de l'entrepôt où Jessica tente de se défendre contre le shérif. Jessica gonfle avec du gaz inflammable un énorme ballon en forme de dinde. Les deux adolescents tentent de s'enfuir avec la camionnette de Bobby mais le shérif réussit à stopper le véhicule. À la suite de quelques confrontations, Jessica parvient à tirer avec un mousquet rempli de poudre à canon sur l'immense dinde provoquant une explosion qui tue le shérif. 
Jessica, Ryan, Bobby, Gabby et Scuba sont transportés à l'hôpital pour être soignés mais les autorités affirment que le corps du shérif a disparu et Jessica fait un cauchemar où elle est attaquée par le shérif atrocement brûlé mais vivant. Peut-être que le shérif Newlon a survécu et qu'il est prêt à se venger de Jessica ...

## Fiche technique
Sauf indication contraire, les informations mentionnées dans cette section peuvent être confirmées par la base de données cinématographiques IMDb,  présente dans la section « Liens externes ».
- Titre original : Thanksgiving
- Titre français : Thanksgiving : La semaine de l'horreur
- Titre québécois : Action de grâce[1]
- Réalisation : Eli Roth
- Scénario : Jeff Rendell et Eli Roth, d'après la fausse bande-annonce Thanksgiving
- Musique : Brandon Roberts
- Décors : Peter Mihaichuk
- Costumes : Leslie Kavanagh
- Photographie : Milan Chadima
- Montage : Michele Conroy
- Production : Roger Birnbaum, Jeff Rendell et Eli Roth
- Production déléguée : Gary Barber, Kate Harrison Karman et Peter Oillataguerre
- Sociétés de production : Spyglass Media Group, Dragonfly Entertainment et Electromagnetic Productions
- Sociétés de distribution : TriStar (États-Unis), Sony Pictures Releasing International (France, Belgique et Suisse), Sony Pictures (Québec)[1]
- Budget : 15 millions $[2]
- Pays de production :  États-Unis
- Langue originale : anglais
- Format : couleur
- Genre : horreur (slasher)
- Durée : 106 minutes
- Dates de sortie[3] :
  - États-Unis, Québec[1] : 17 novembre 2023
  - Belgique, France, Suisse romande[4] : 29 novembre 2023
- Classification[5] :
  - États-Unis : R-Restricted (interdit aux moins de 17 ans non accompagnées d’un adulte)
  - France : interdit aux moins de 16 ans

## Distribution
- Patrick Dempsey (VF : Damien Boisseau ; VQ : Martin Watier) : le shérif Eric Newlon
- Nell Verlaque (VF : Laure Filiu ; VQ : Lauriane S. Thibodeau) : Jessica
- Jalen Thomas Brooks (VF : Alexandre Nguyen ; VQ : Xiao Yi Hernan) : Bobby
- Milo Manheim (VF : Clément Moreau ; VQ : Alexandre Bacon) : Ryan
- Addison Rae (VF : Rebecca Benhamour ; VQ : Marie-Laurence Boulet) : Gabby
- Tomaso Sanelli (VF : Aurélien Raynal ; VQ : Nicolas Poulin) : Evan
- Gabriel Davenport (VF : Geoffrey Loval ; VQ : Clifford Leduc-Vaillancourt) : Scuba
- Jenna Warren (VF : Jade Jonot ; VQ : Sandrine Fagnant) : Yulia
- Rick Hoffman (VF : Julien Meunier ; VQ : Sylvain Hétu) : Thomas Wright, le père de Jessica
- Karen Cliche (VF : Emmanuelle Bodin ; VQ : Catherine Proulx-Lemay) : Kathleen, la belle-mère de Jessica
- Ty Olsson (VQ : Thiéry Dubé) : Mitch Collins
- Gina Gershon (VF : Juliette Degenne) : Amanda Collins
- Jeff Teravainen : l'adjoint Bret Labelle
- Russel Yuen : l'inspecteur Chu
- Joe Delfin (VF : Jean Rieffel) : McCarty
- Jordan Poole : Jacob
- Amanda Barker : Lizzie, la serveuse
- Tim Dillon : Manny, l'agent de sécurité
- Mika Amonsen (VF : Antoine Ferey) : Lonnie, le joueur de Hanover
- Shailyn Griffin (VF : Myrddrina Antoni) : Amy, la pom-pom girl
- Chris Sandiford : Doug
- Derek McGrath : le maire Cantin
- Lynne Griffin : la grand-mère

 Source et légende : version française (VF) sur RS Doublage ; version québécoise (VQ) sur Doublage.qc.ca

## Production

### Genèse et développement
Après avoir dirigé la fausse bande-annonce Thanksgiving pour le double programme Grindhouse (2007) de Robert Rodriguez et Quentin Tarantino, Eli Roth évoque rapidement l'idée d'en faire un long métrage. En 2010, le cinéaste révèle dans une interview pour Cinemablend qu'il a écrit un script avec Jeff Rendell, et qu'il sera achevé après son travail sur Le Dernier Exorcisme (2010). En août 2012, Jon Watts et Christopher D. Ford écrivent un autre script avec Eli Roth et Jeff Rendell, après avoir collaboré sur Clown (2014). En juin 2016, Eli Roth déclare que le scénario a encore besoin de travail pour que le film soit à la hauteur de la bande-annonce. En février 2019, il est annoncé que le réalisateur va prochainement tourner un film d'horreur sans titre pour Miramax.
En janvier 2023, Deadline.com rapporte que Spyglass Media Group va produire le film. Eli Roth doit alors abandonner la production de Borderlands qui nécessite le tournage de scènes supplémentaires. Il cède alors sa place à Tim Miller pour ces reshoots pour se concentrer sur Thanksgiving.

### Attribution des rôles
En février 2023, Patrick Dempsey est annoncé dans le film. Il est, plus tard, rejoint par Addison Rae,. Jalen Thomas Brooks (en), Nell Verlaque et Milo Manheim sont également annoncés,.

### Tournage
Le tournage commence à Toronto le 13 mars 2023. Les prises de vues doivent durer jusqu'au 21 avril de la même année,.

## Accueil
| Pays ou région | Box-office      | Date d'arrêt du box-office | Nombre de semaines |
| -------------- | --------------- | -------------------------- | ------------------ |
| États-Unis     | 31 797 973 $    | en cours                   | 6                  |
| France         | 140 111 entrées | en cours                   | 4                  |
| Total mondial  | 44 121 171 $    | en cours                   | 6                  |

Le film récolte 10 millions de $ lors de son week-end d’ouverture au États-Unis en se plaçant à la troisième place du box-office nationale derrière Hunger Games : La Ballade du serpent et de l'oiseau chanteur et Les Trolls 3.
En France le film débute plus timidement avec seulement 75 000 entrées et la huitième au box-office français.
Près d’un mois après sa sortie en salle, le film cumule près de 45 millions de $, un score modeste mais suffisant pour rentabiliser son petit budget (15 millions de $).